# N.Y. State of Mind
"N.Y. State of Mind"는 미국의 힙합 가수 나스의 데뷔 음반인 Illmatic에 수록되어 있는 노래이다. 프로듀싱에는 DJ 프리미어가 참여했으며, 두개의 재즈 곡(조 챔퍼스의 "Mind Rain"과 도널드 버드의 "Flight Time")을 샘플링을 했다. 또한 에릭 B & 라킴의 Mahogany에서의 코러스를 스크래치에 사용하였다. 곡은 두개의 벌스(verse)로 나뉘며, 주된 내용은 나스 자신의 랩 재능과 뉴욕의 위험한 환경을 묘사하는 내용이다. 나스는 이 노래가 쿨 지 랩의 "Streets of New York"에서 많은 영향을 받았다고 한다. 나스는 자신의 세 번째 정규 음반인 I Am...에서 이 노래의 속편 격인 N.Y. State of Mind Pt. II를 수록하게 된다.
이 노래는 About.com 탑 100 랩 송에서 74위를 차지하였고
, 롤링 스톤이 선정한 "역대 최고의 힙합 노래 50"에 들기도 하였다.